# Escândalo de fraude no abono de família nos Países Baixos
O escândalo de fraude nos apoios sociais infantis (em neerlandês: kinderopvangtoeslagaffaire, ou toeslagenaffaire) é um escândalo político nos Países Baixos relativo a falsas acusações de fraude levantadas pela Administração Fiscal e Aduaneira, ao tentar policiar a distribuição de abono de família (ou salário-família), subsídios concedidos a certas famílias com crianças. Entre 2013 e, pelo menos, 2019, aproximadamente 26 mil pais nos Países Baixos foram injustamente suspeitos de fraude em relação aos pedidos de abono de família.
O escândalo foi levado ao conhecimento público em setembro de 2018. Os investigadores descreveram o procedimento de trabalho como "discriminatório" e preenchido com um "viés institucional" que violava "os princípios do Estado de Direito" e sugeria "incompetência administrativa".
Em 2019, o secretário de Estado holandês para as finanças, Menno Snel, renunciou ao cargo por ter tratado o assunto de maneira inadequada. Em janeiro de 2021, o ministro de Assuntos Económicos e Clima Eric Wiebes renunciou ao cargo de secretário de Estado das Finanças. No mesmo dia, dois meses antes das eleições gerais holandesas de 2021, o primeiro-ministro Mark Rutte e o terceiro governo de Rutte renunciaram depois de uma comissão parlamentar de interrogatório ter divulgado um relatório sobre o assunto.